# Dronning Eufemias gate

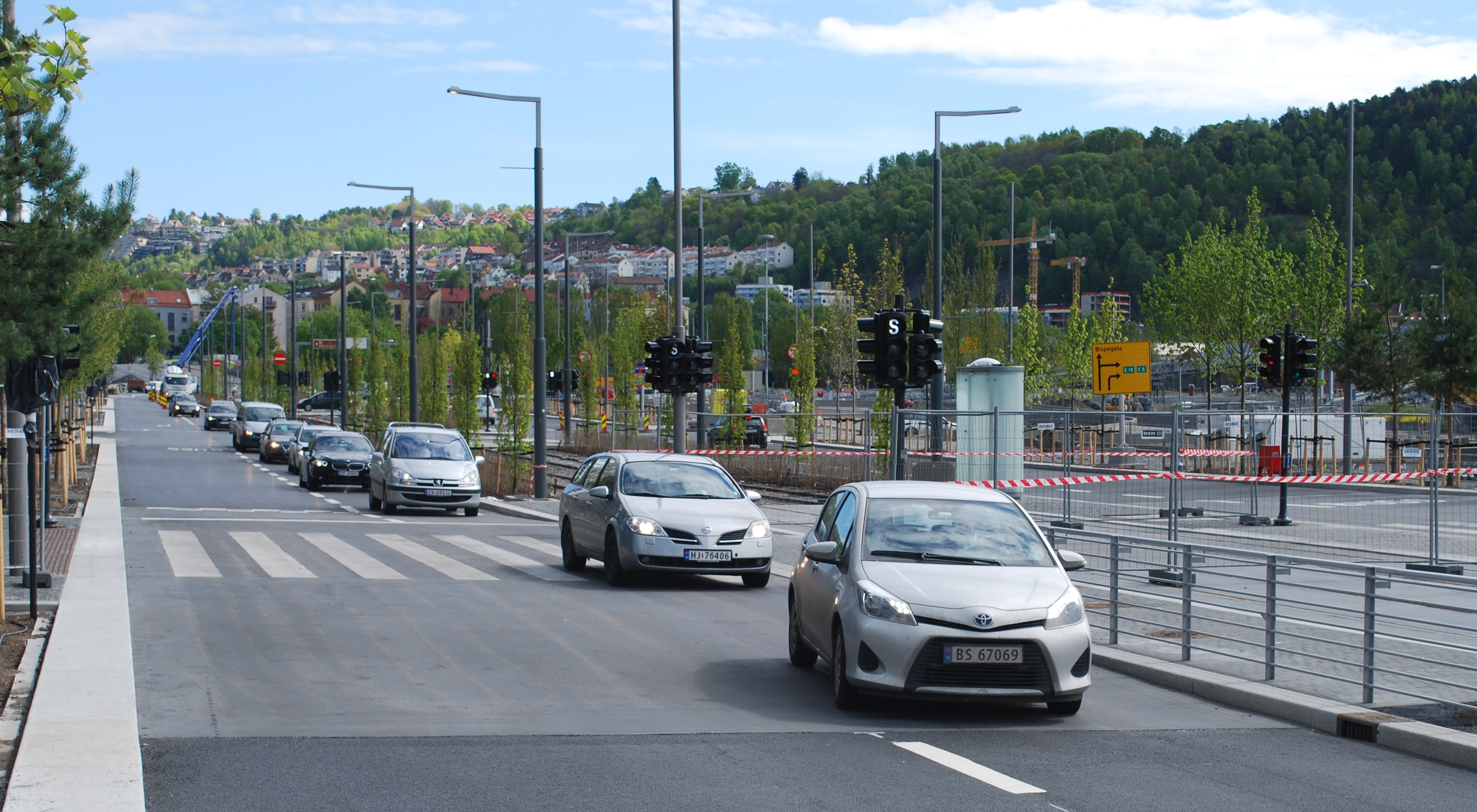
Dronning Eufemias gate sedd mot öster, 2014, med Gamlebyen och Ekebergsbranten i bakgrunden

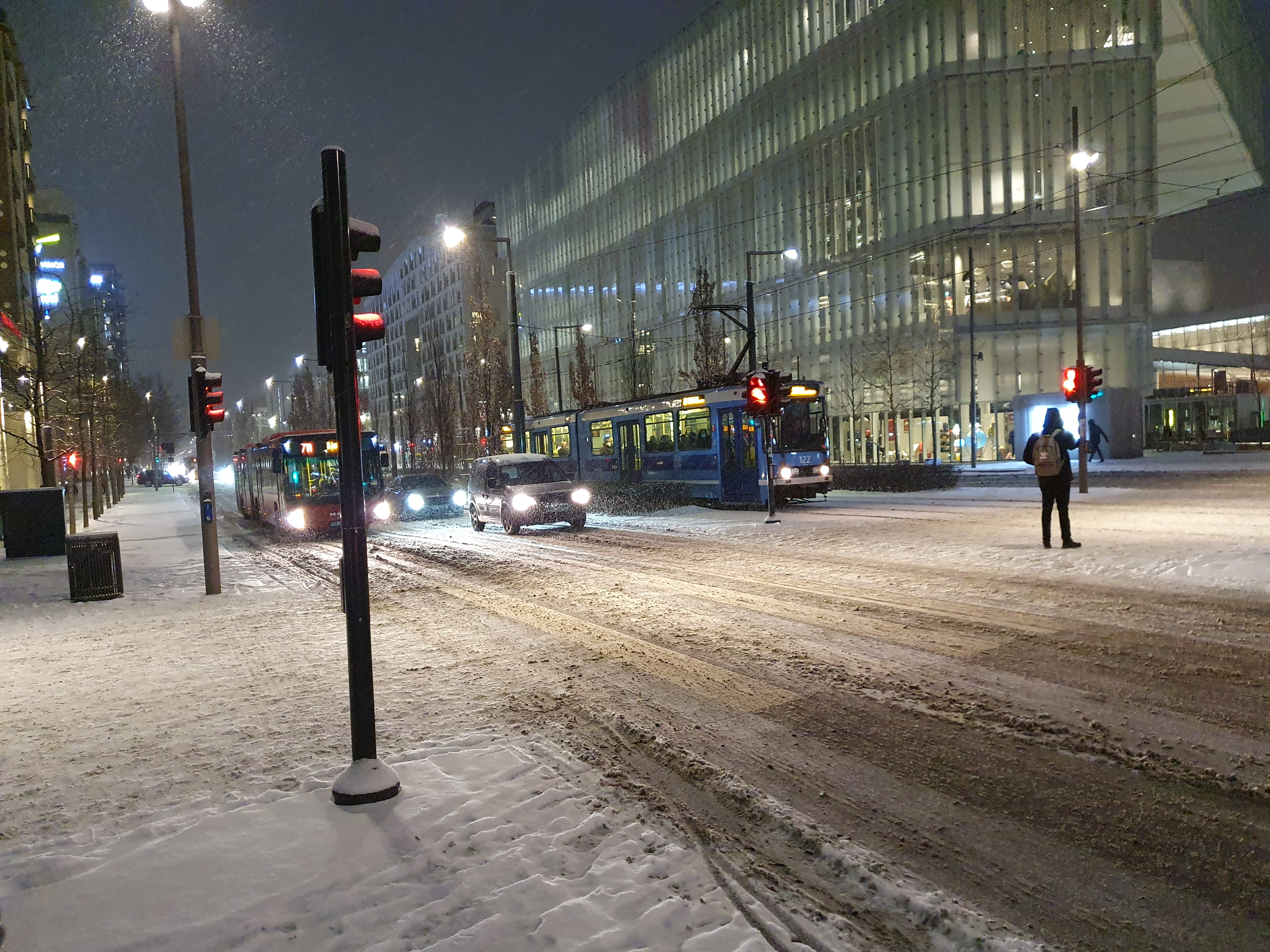
Skilda körfält för olika fordonstyper i Dronning Eufemias gate, sedd mot väster och centrum, 2022

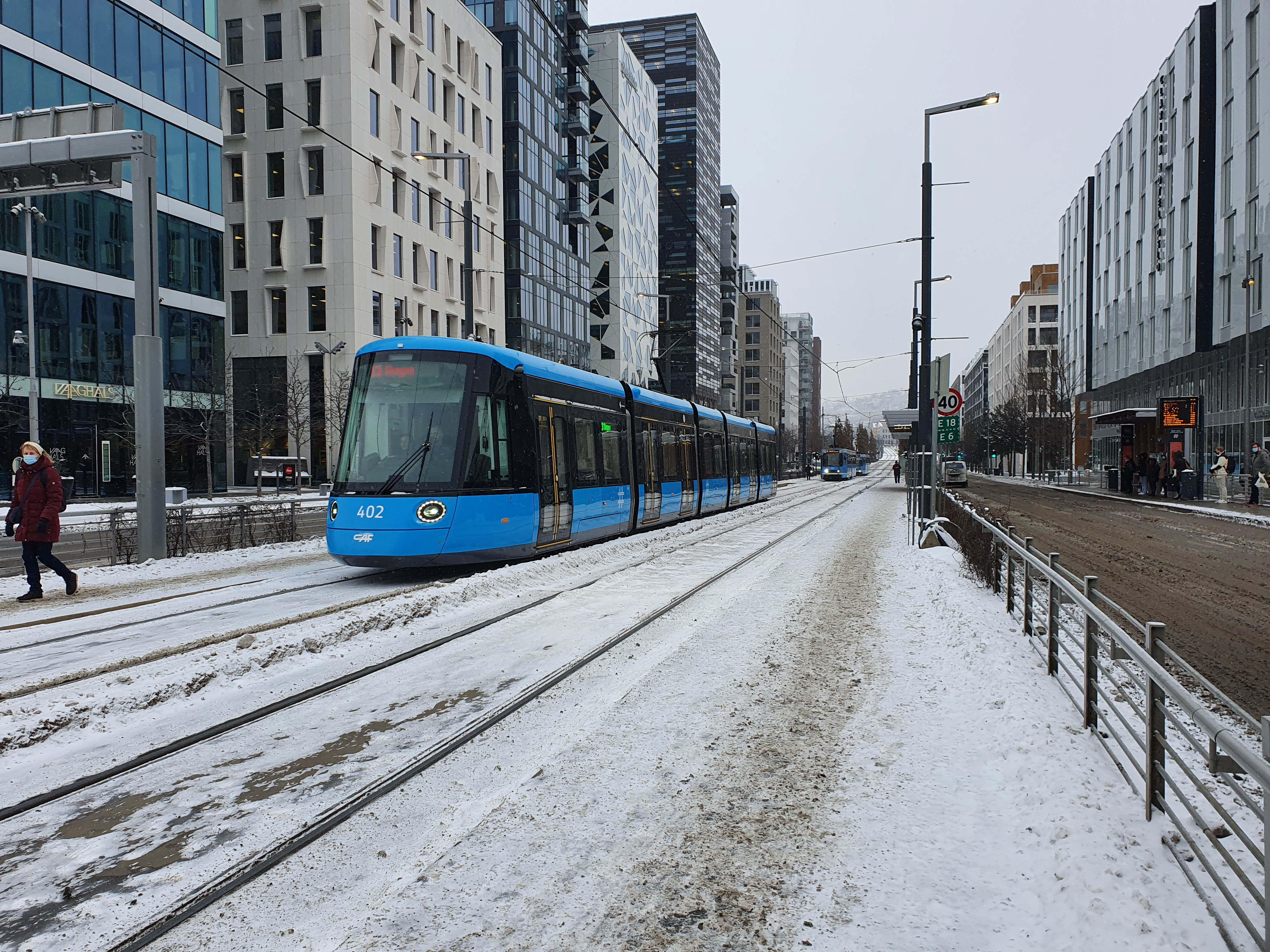
En CAF Urbos-spårvagn, linje 13 mot Skøyen, på den separata spårvägsbanvallen mitt i gatan. 2022

Dronning Eufemias gate är en 43 meter bred gata i Bjørvika i Oslo, som avgränsas av Kong Håkon 5.s gate i öster och Langkaia i väster. Öster om Akerselva ligger gatan i stadsdelen Gamle Oslo, väster om älven i stadsdelen Sentrum. Gatan är omkring 750 meter lång och har spårvagnsspår på en separat banvall i mitten samt separata körfält för bilar, bussar och cyklar, samt breda trottoarer med uteserveringar. På norra sidan om gatan ligger kontorshusområdet Barcode och på södra sidan Deichman biblioteks huvudbibliotek, hotell och bostäder.  
Gatan är Bjørvikas huvudaxel i öst-västlig riktning. De tre gatorna Bispegata, Dronning Eufemias gate, och Prinsens gate ger en 1 400 meter lång siktlinje genom Oslos centrum. 

## Historik
Huvudartikel: Bispegata
Gatusträckningen var ursprungligen en förlängning av Bispegata, som gjordes västerut från Gamlebyen på 1800-talet. Gatan har tidigare utnyttjats som riksväg och som europaväg. Som en del av skapandet av Dronning Eufemias gate som lokalgata revs trafikmaskinen Bispelokket 2013–2014. Dronning Eufemias gate öppnades officiellt i juni 2015.
Gatan är namngiven efter Eufemia, som var Norges drottning 1299–1312.

## Utformning
Marken under gatan består av gammal havsbotten och fyllnadsmassor, med kraftigt varierande djup till berggrunden. Gatan är byggd ovanpå en 800 meter lång bro, som ligger 1,5 meter under gatunivån och som står på ett stort antal pålar på 5x5 meters avstånd. Alla byggnader står på pelare som spontats ned till berget.
Tanken med gatan har varit att begränsa motorfordonstrafik och att kollektivtrafiken med spårvagnar skulle ha företräde.
Av gatubredden på 43,2 meter är 16 meter trottoarer: 9,5 meter på norra sidan där solförhållandena är goda och 6,5 meter på den södra sidan. Alla gångytorna har satts med stenplattor i ljusgrå iddefjordsgranit från Østfold. 
Det har planterats 312 träd av 55 arter och sorter. Flest olika sorter finns på norra sidan. På södra sidan finns ask, alm, lind och lönn.